# Le Mur (film, 1967)
Pour plus de détails, voir Fiche technique et Distribution.
Pour les articles homonymes, voir Le Mur.
Le Mur est un film français réalisé par Serge Roullet et sorti en 1967.

## Synopsis
Pendant la guerre d'Espagne, trois hommes ont été arrêtés et emprisonnés par les troupes franquistes : Pablo est un ouvrier ami de l'anarchiste Ramon, Tom s'est engagé dans les Brigades internationales et Juan, encore adolescent, est le frère d'un militant. Condamnés à mort, ils passent ensemble leur dernière nuit dans la prison où un médecin belge s'est joint à eux pour, dit-il, les réconforter. L'un des trois pourra avoir la vie sauve en échange d'une dénonciation.

## Fiche technique
- Titre : Le Mur
- Réalisation : Serge Roullet
- Scénario : Serge Roullet et, pour les dialogues, Jean-Paul Sartre, d'après sa nouvelle
- Photographie : Denys Clerval
- Musique : Edgardo Canton
- Son : René-Christian Forget, Luc Perini
- Montage : Denise Baby
- Production : Procinex - Films Niepce
- Durée : 90 minutes
- Pays :  France
- Date de sortie : France, 24 octobre 1967

## Distribution
- Michel del Castillo : Pablo
- Denis Mahaffey : Tom
- Mathieu Klossowski : Juan
- Bernard Anglade : le médecin
- René Darmon : Ramon
- Jorge Lavelli : un officier
- Anna Pacheco : Concha
- Peter Kassovitz : un officier

## Distinctions

### Nominations et sélections
Sélectionné à l’unanimité par la Commission de Sélection du Festival de Cannes 1967, refusé par son directeur Favre Le Bret, le film est invité dans d’autres festivals.
- Berlinale 1967
- Mostra de Venise 1967

## Autour du film
Jean-Paul Sartre, crédité comme dialoguiste du film, accompagne celui-ci à la Mostra de Venise 1967. Il écrit à Serge Roullet : « On a porté à l’écran, déjà, quelques-unes de mes œuvres mais je ne me suis jamais reconnu dans ces films. Dans le vôtre, je me reconnais entièrement.» « Je viens pour me mettre à vos cotés et soutenir une œuvre dont j’aime à la fois la fidélité et l’originalité. »